# Bazentin-le-Petit Communal Cemetery Extension
Le Bazentin-le-Petit Communal Cemetery Extension  est un cimetière militaire de la Première Guerre mondiale, situé sur le territoire de la commune de Bazentin-le-Petit, dans le département de la Somme, au nord-est d'Amiens.

## Localisation
Ce cimetière militaire jouxte le cimetière communal, à l'est du village, Rue Neuve.

## Histoire

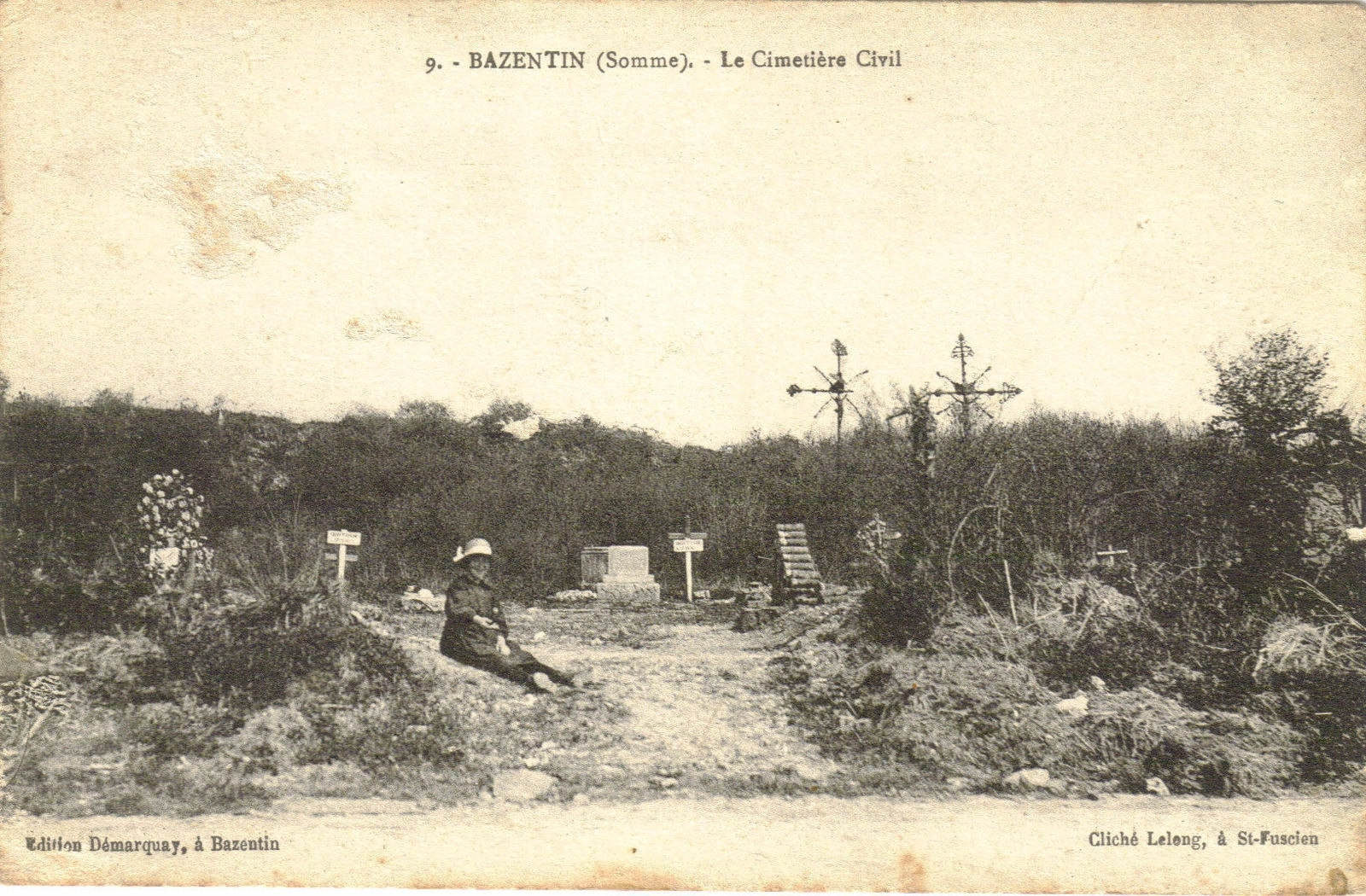
Carte postale du cimetière de Bazentin à l'issue de la guerre. Il y a des tombes provisoires de soldats britanniques et un dépôt d'obus.

Bazentin est  resté  aux mains des Allemands de fin août 1914  jusqu'au 14 juillet 1916,  lorsque les 3è et 7è divisions s'emparèrent du village et les tinrent contre des contre-attaques allemandes. La 21è division prit possession du bois de Bazentin-le-Petit. Le village est perdu en avril 1918 lors de la grande avancée allemande mais repris définitivement le 25 août suivant par la 38è (Welsh) Division. 

Ce cimetière a été commencé immédiatement après la prise du village pour inhumer les victimes des affrontements et utilisé jusqu'en décembre 1916 comme cimetière de première ligne. Il fut agrandi après l'Armistice lorsque 50 sépultures furent rapportées des champs de bataille de Bazentin et de Contalmaison. Il contient aujourd'hui 185 sépultures et commémorations de la Première Guerre mondiale dont 53 sont non identifiés.

## Caractéristiques
Ce cimetière a un plan rectangulaire de 30 m sur 15.

Un mur de moellons marque l'entrée et le reste est clos d'une haie d'arbutes.

## Galerie

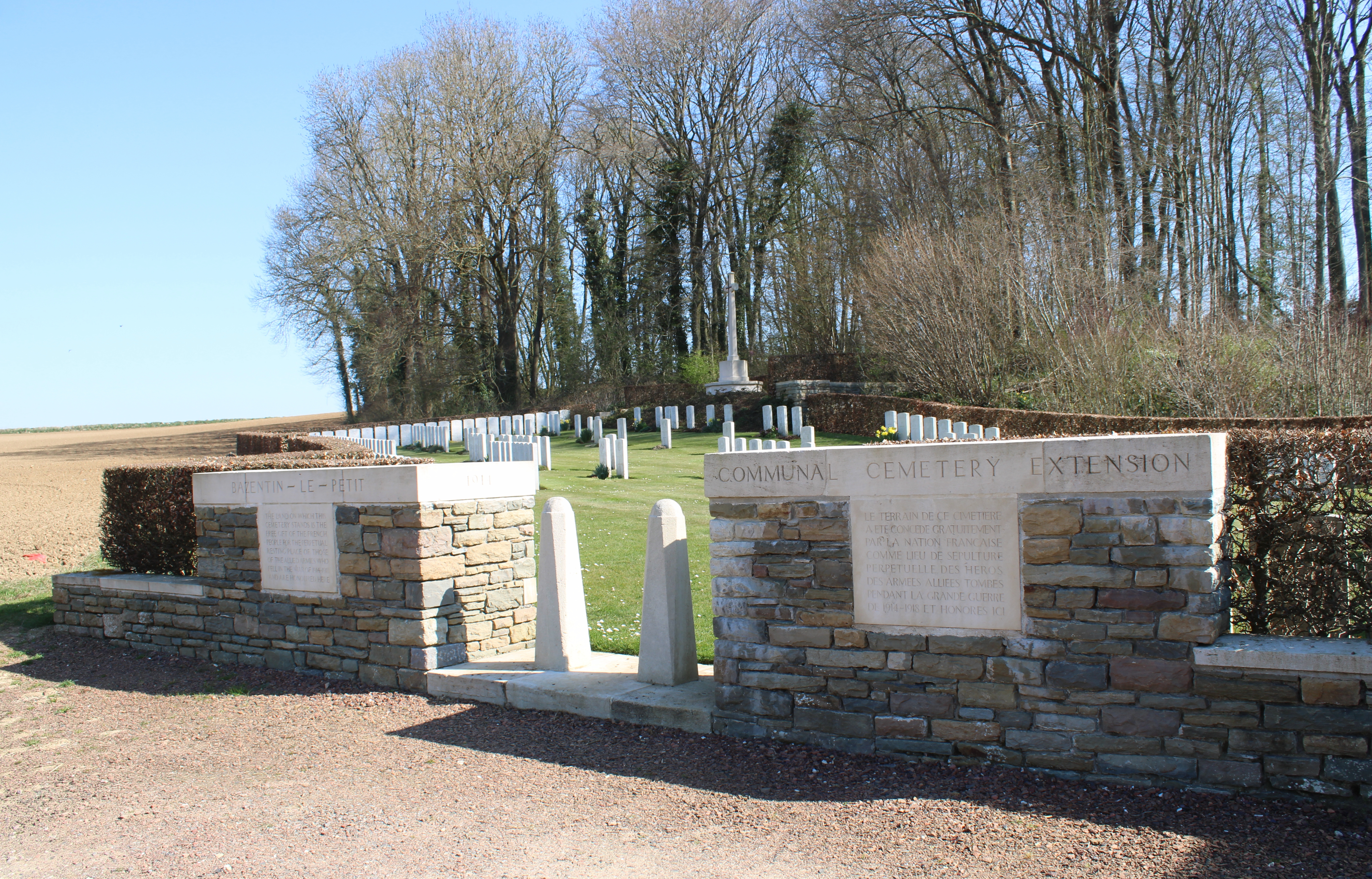
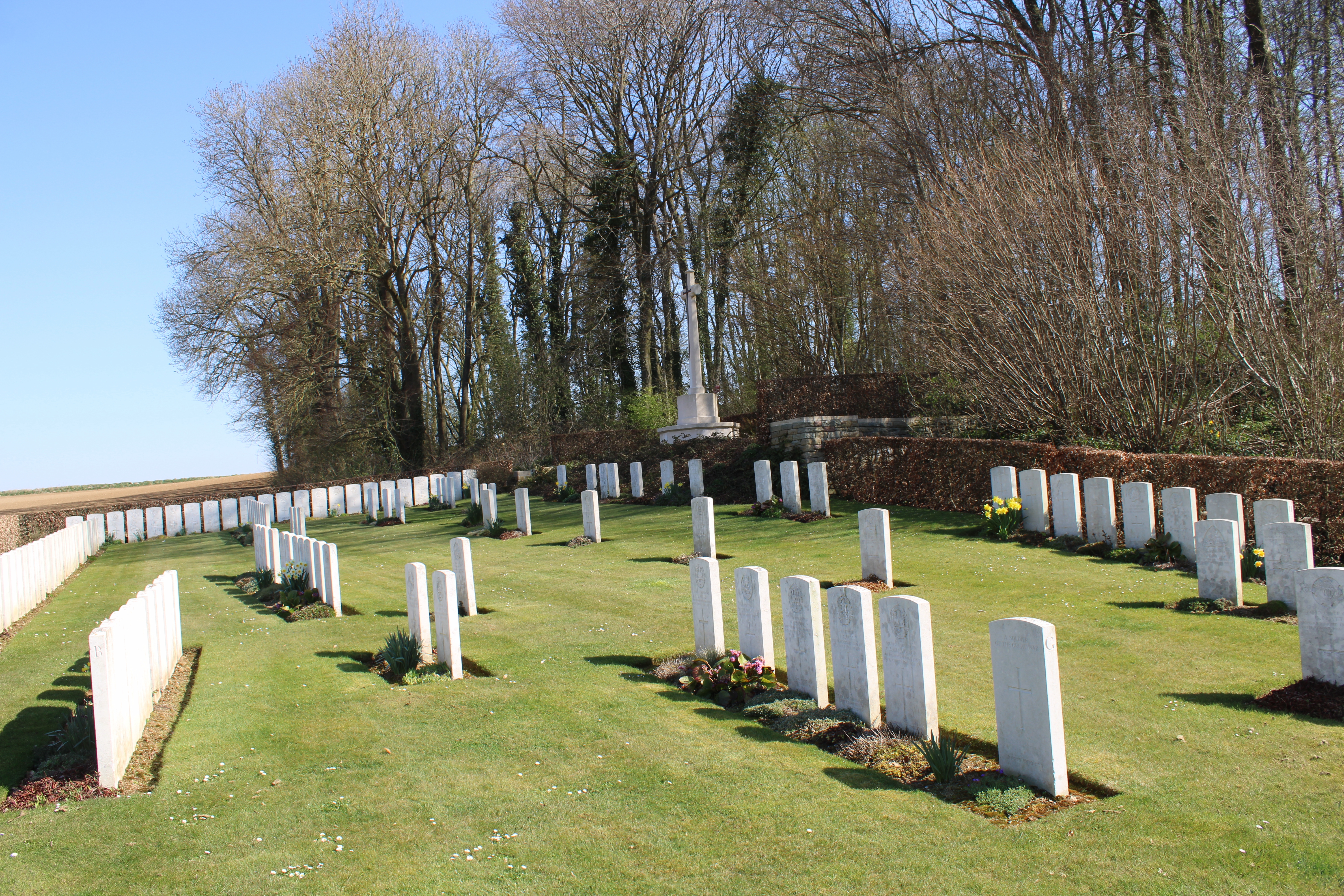
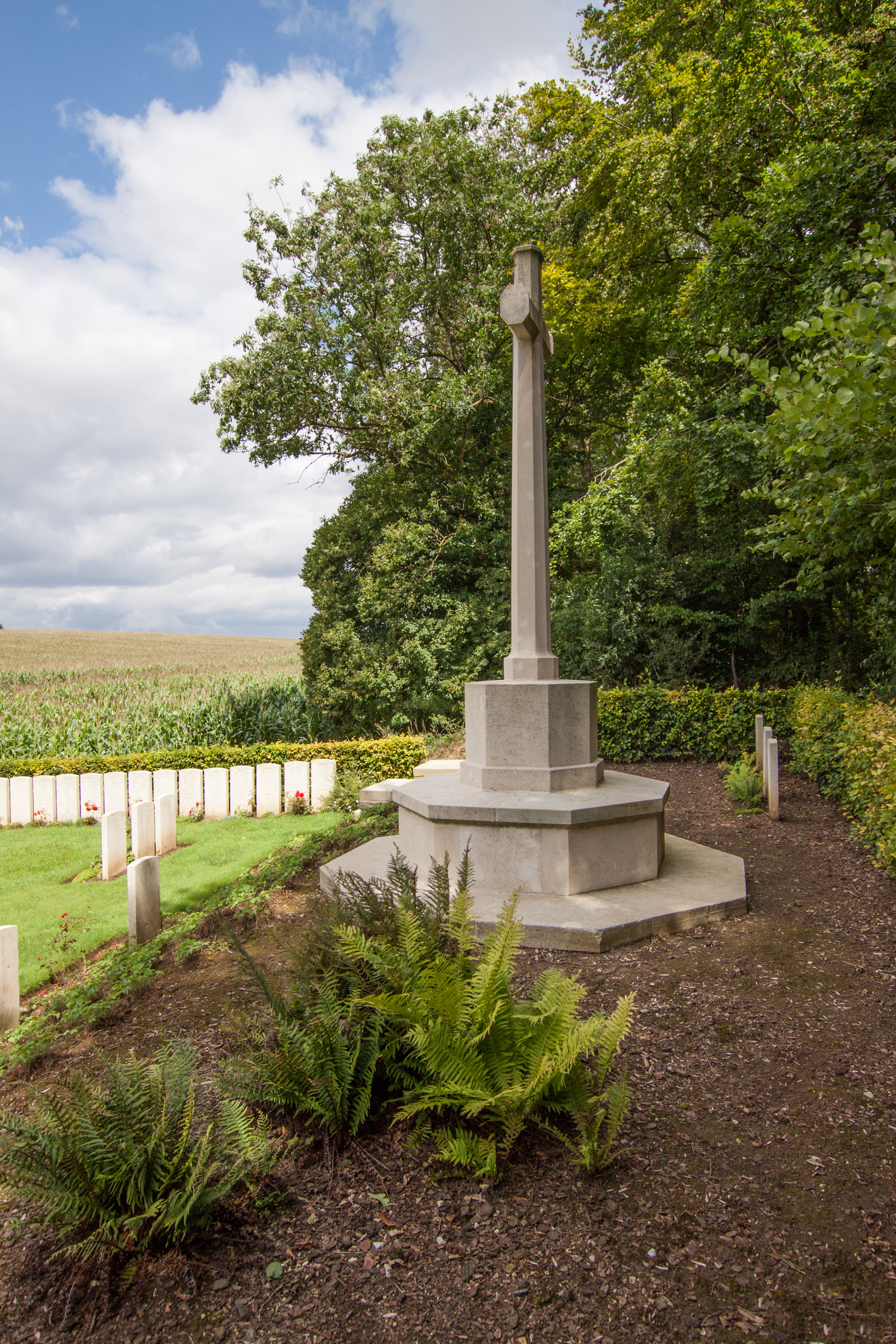
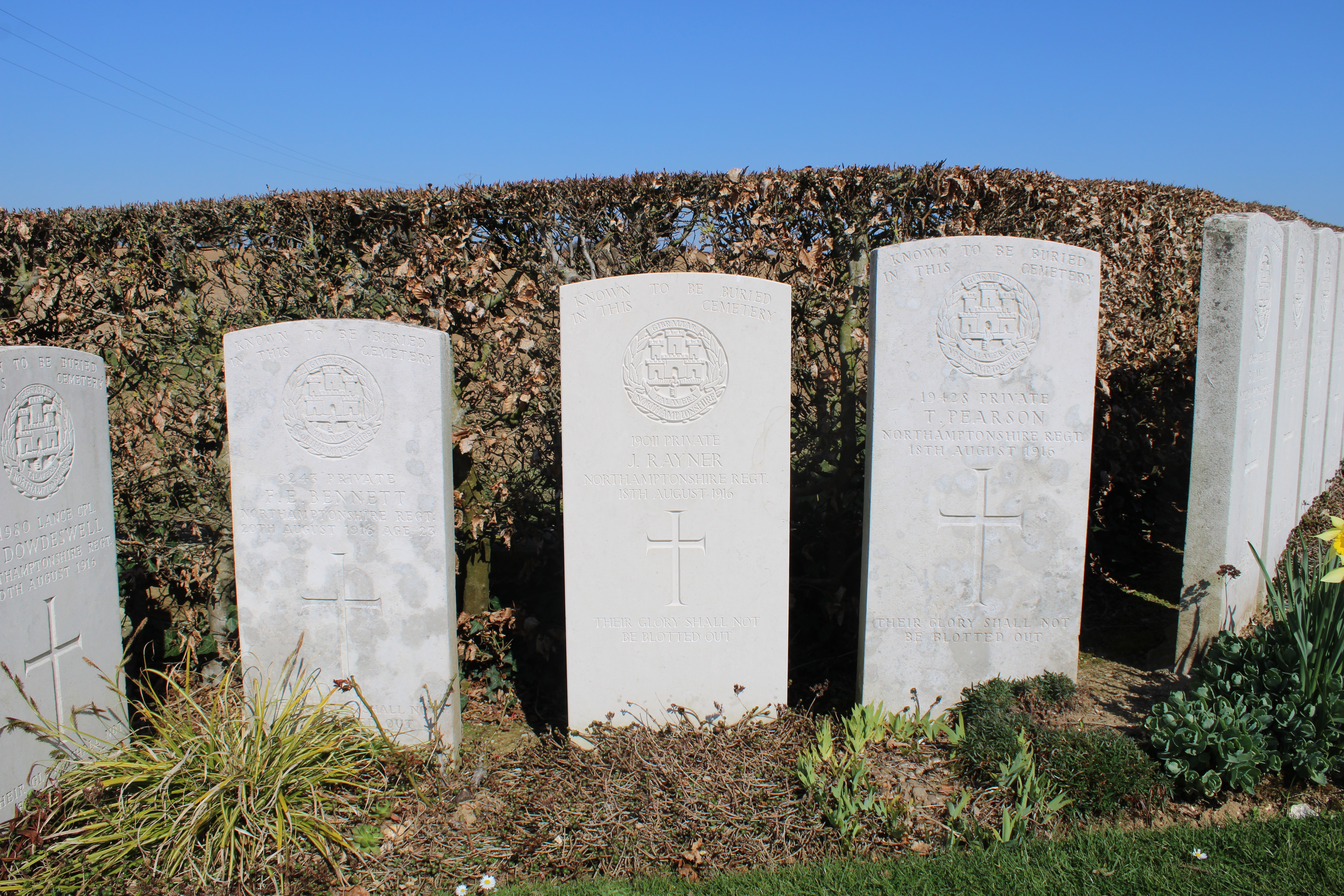
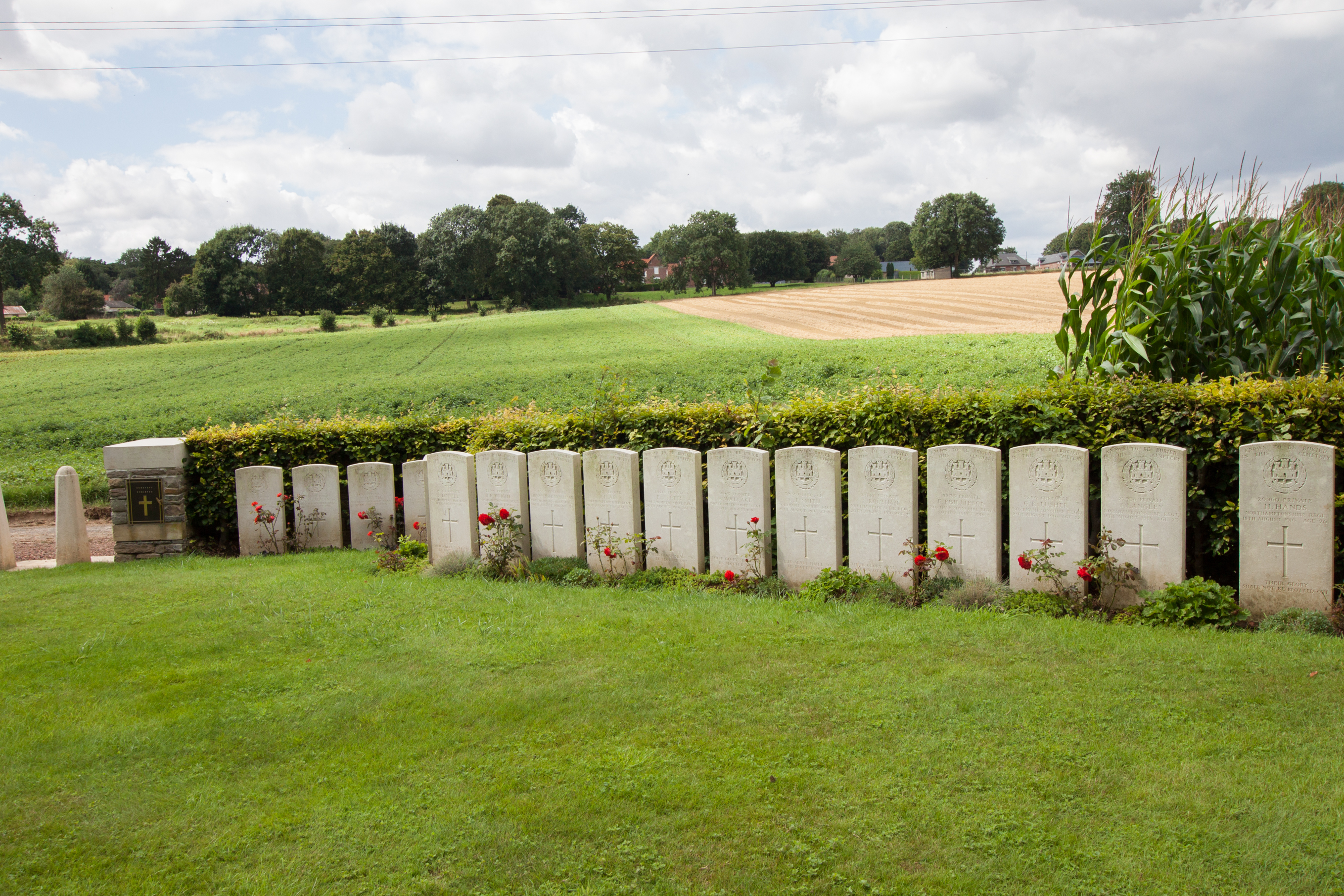
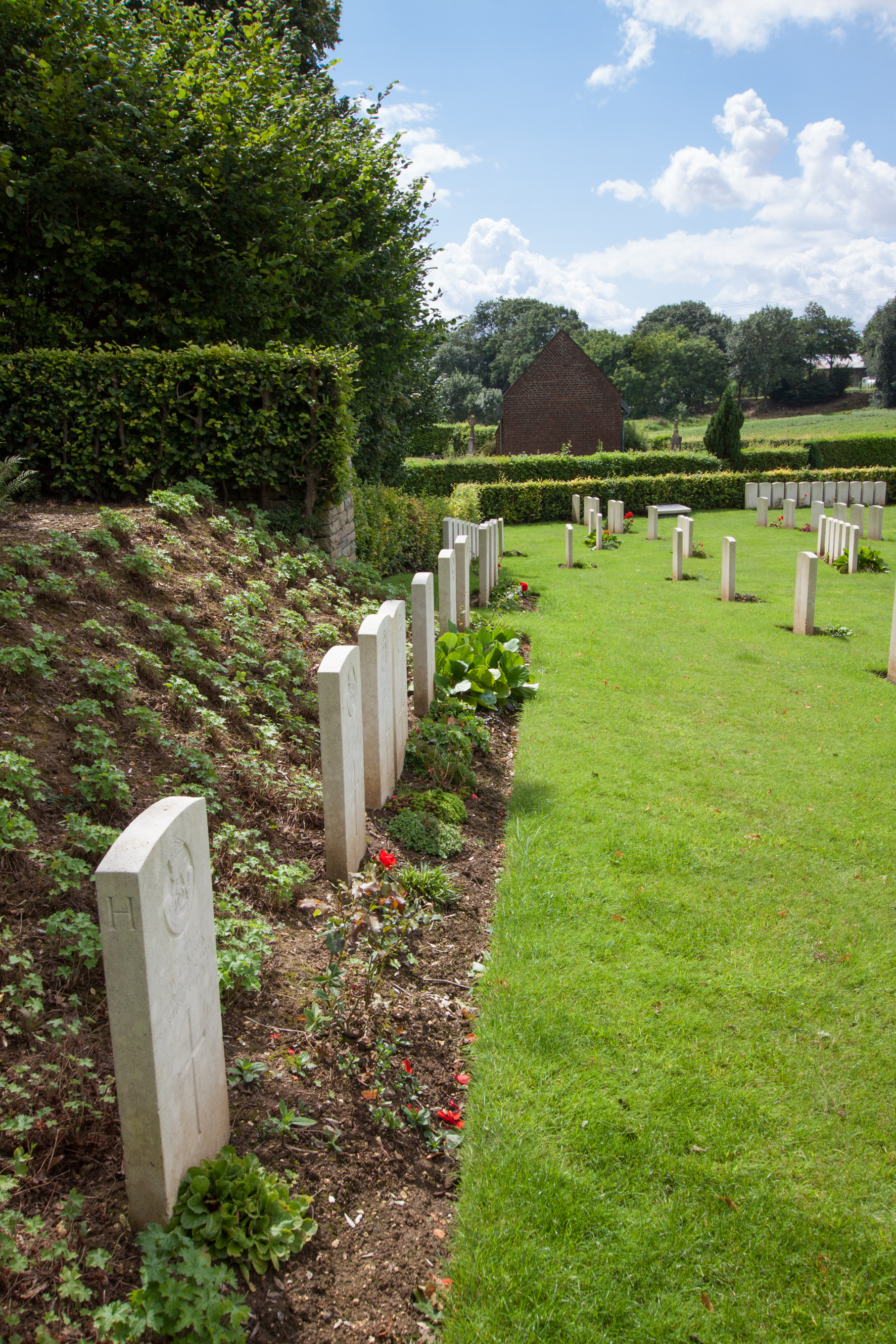

## Sépultures
| Pays        | Sépultures |
| ----------- | ---------- |
| Royaume-Uni | 179        |
| Australie   | 1          |
| Canada      | 5          |
| Total       | 185        |